# Klaus Staffa

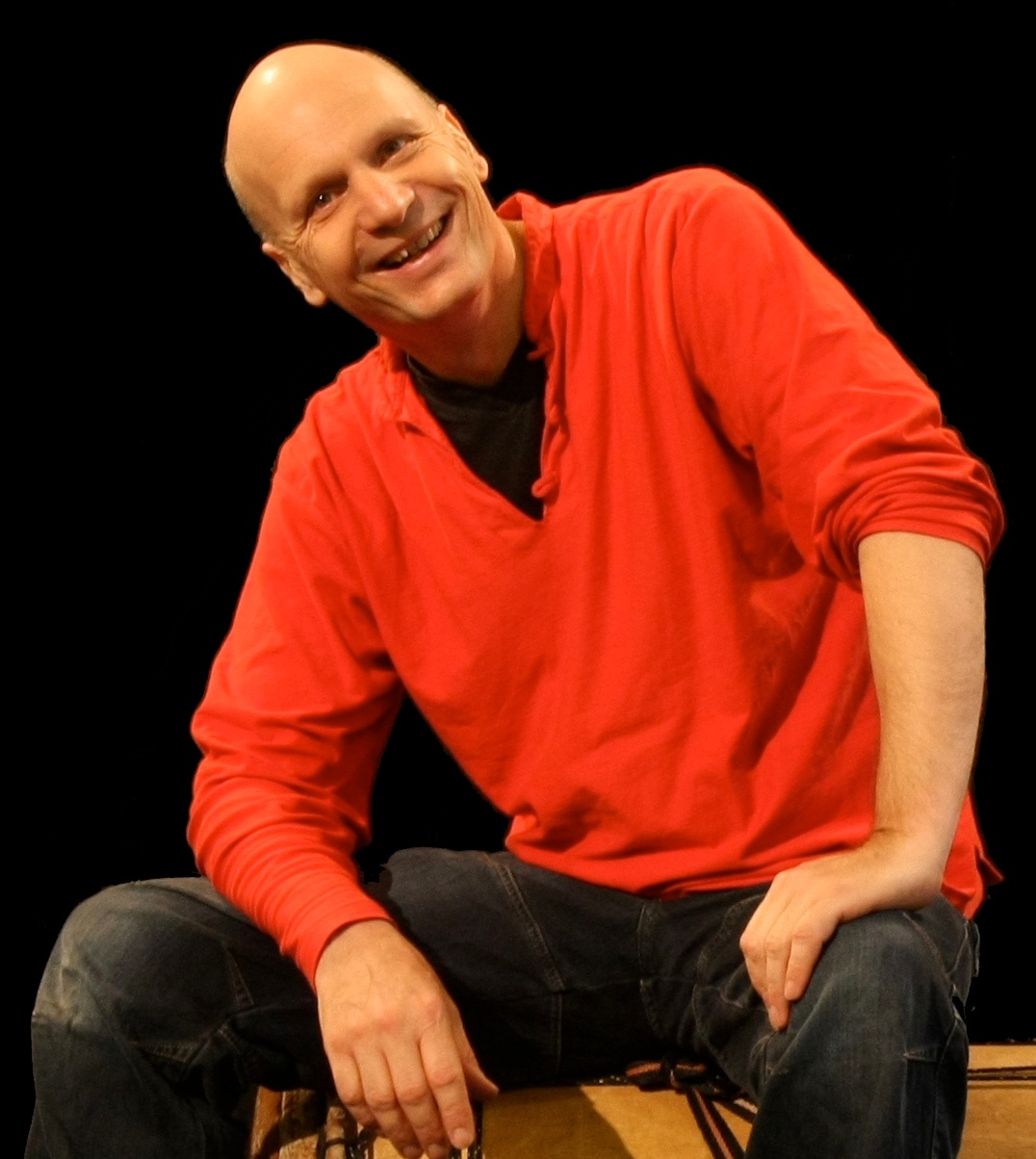
Klaus Staffa

Klaus M. Staffa (* 20. Dezember 1953 in Darmstadt) ist ein freischaffender deutscher Perkussionist, Komponist und Musikpädagoge.
Nach ersten Versuchen als Schauspieler am örtlichen Schultheater (1971) und der Gründung einer eigenen Amateurtheatergruppe namens „Spielplatz“ begann Staffa, der sich schon 15-jährig das Schlagzeugspielen als Autodidakt beigebracht hatte, 1976 mit einem zweijährigen Schlagzeugstudium bei Heinz von Moisy in Berlin, dem sich zeitgleich erste Engagements als Profimusiker in Kneipen und Hotels anschlossen.
Nach Gründung des kleinen „Theaters am Kreuzberg“ (1977), das er kurze Zeit auch selbst leitete, begann Staffa 1978 eine dreijährige Ausbildung am renommierten Berliner Schauspielstudio Hanny Herter, der sich ab 1981 eine weiterführende Ausbildung in Lee Strasbergs „Method Acting“ bei Susan Batson, Walter Lott und Dominique de Fazio aus New York anschloss. Weitere Ausbildungen in Atemtherapie bei Gora Goralewski (1983) und zum Psychodrama-Assistenten (2000) folgten.
Eine Reihe von Percussions- und Schlagzeug-Studien, u. a. bei Dudu Tucci (Samba, Candomblé), Reinhard Flatischler (Rhythmusstrukturen, Bodypercussion), Freddie Santiago (Salsa, Rumba, Merengue) und in Kaoly Asanos  „Tawoo Taiko Dojo“ (siehe auch „Gocoo“), führten ihn überdies in verschiedene Länder Europas, nach Ghana (1986), Brasilien (1988), Costa Rica (1994) und zuletzt Japan (2009).
Klaus Staffa ist Initiator und Gründer zahlreicher Berliner Theater- und Musikgruppen, deren Leiter er anschließend zum Teil auch war, u. a. der Straßentheatergruppe „Theater aus der Mülltonne“ (1979), der „Theaterwerkstatt Charlottenburg“ (1980), der Percussions-Jazz-Rock-Band „Die Elefanten“ (1981) und der ersten Berliner Sambagruppe „Ramba Samba“ (1983), der „Jugendtheaterwerkstatt Spandau“ (1989), Musiktheatergruppe „Zuper Zero“ (1991) und der Rhythmustheatergruppe „p3“ (1998), schließlich im Jahr 2001 der Trommelgruppe „Big-Drums“ und 2005 der Greenpeace-Fasstrommelgruppe „SolarDrums“.
Ebenfalls Staffas Initiative zuzuschreiben ist die Gründung des inzwischen größten deutschen Sambafestivals Samba Syndrom in der Berliner Wuhlheide im Jahre 1996.
Gegenwärtig arbeitet Staffa als Dozent an der Landesmusikakademie Berlin, der Alice-Salomon-Hochschule (ASH) in Berlin-Hellersdorf sowie im Arbeitskreis für Schulmusik (AfS) Berlin-Brandenburg.
Darüber hinaus leitet er diverse, vorwiegend berlinische Trommelprojekte, ‑workshops und ‑zentren, u. a. das 1997 – zusammen mit Christoph Renner – gegründete Berliner Percussionszentrum „groove e.V.“ sowie das „groove Power Percussion“-Projekt beim alljährlichen Berliner Karneval der Kulturen.
2018 wurde auf seine Initiative hin die Neuköllner „MUSIKFABRIK.BERLIN“ erbaut, in der seit Anfang 2019 neben zahlreichen weiteren Musikprojekten und -schulen auch der „groove e.V.“ eine neue Heimstatt gefunden hat.
Klaus Staffa ist Gewinner zahlreicher Kulturpreise und lebt in Berlin.

## Veröffentlichungen
- Die Elefanten: Nervous City (1985, LP), Percussion & Vocals
- Die Elefanten: Immer Alle Immer Ich (1987, LP), Percussion & Vocals
- Die Elefanten: Wasserwüste (1989, LP & CD), Percussion & Komposition
- Die Elefanten: Faust (1994, CD), Percussion, Vocals und Komposition
- Reinhard Flatischler: Die vergessene Macht des Rhythmus. TA KE TI NA. Der rhythmische Weg zur Bewußtheit (3 MCs & Buch); Synthesis-Verlag 1994, ISBN 3-922026-28-1; Percussion, Vocals & Mitarbeit am Buch
- Klaus Staffa, Uli Moritz: Trommeln ist Klasse! Band 1 für Einsteiger (Buch + DVD); Helbling-Verlag 2010, ISBN 978-3-86227-045-3
- Klaus Staffa, Uli Moritz: Trommeln ist Klasse! Band 2 (Buch + DVD); Helbling-Verlag 2011, ISBN 978-3-86227-066-8